# Atabaque
L'atabaque o atanabaque és un instrument de percussió de tipus membranòfon i semblant a un tambor. És d'origen africà i normalment es fa servir per portar el to i el ritme en els rituals afrobrasilers.
A Pernambuco (Brasil), l'atabaque rep el nom d'ilú. L'atabaque es fabrica en fusta de jacaranda de Brasil. Consisteix en un tambor cilíndric o cònic, la seva membrana està feta amb cuir; normalment es fan servir barrils per augmentar la seva ressonància. El so es produeix mitjançant cops en el centre, al mig i al costat de la membrana amb les puntes dels dits, amb el canell i el costat de la mà, amb cuir i fins i tot amb baquetes, depenent del ritme i del tambor que es toca. El ritual d'ús de l'atabaque inclou tres tambors: el més gran i més profund és la rum (120 cm), després hi ha el rumpi (90 cm), que s'afina una mica més agut, i encara més agut hi ha el lê (70 cm). Però les dimensions poden variar molt. A simple vista es poden veure i diferenciar les parts de l'instrument:
- Cascara: és l'estructura de fusta del tambor on s'adjunta el cap. Normalment es fa de fusta de jacaranda.
- Cuir o pell: el cap del tambor és on el músic pot fer el so. Normalment, es fa amb la pell d'una cria d'animal que es fica sobre la part superior de la choncha.
- Corda: la corda dona la tensió necessària a la membrana i permet treure el millor so de l'instrument. Quan més el tenses es pot treure un to més agut i quan s'afluixa té un so més greu.
- Anell: l'anell rodeja l'exterior del barril i se situa en el lloc on hi ha la corda i les falques. L'anell manté la corda junta contra el tambor.
- Falques (en castellà cuñas): les falques mantenen l'anell al seu lloc i s'utilitzen per prémer o afluixar el tambor.
- Base o peu: manté L'instrument fix. Està feta de la mateixa fusta que el tambor i es fa servir per equilibrar-lo.

## Usos

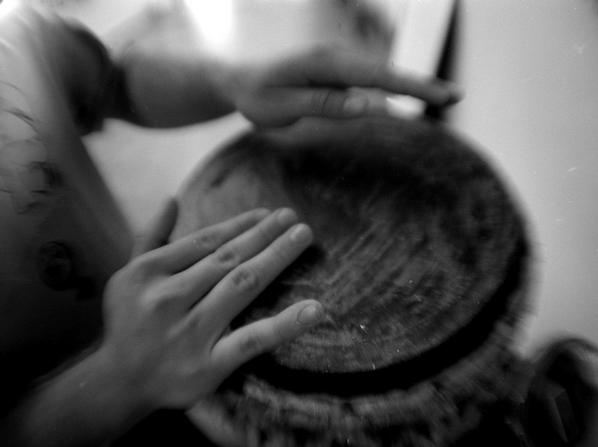
Percussionista tocant l'atabaque

Els atabaques són considerats instruments sagrats en el candomblé, ja que serveixen com a mitjà de comunicació entre homes i orishas. Els atabaques reprodueixen missatges xifrats, destinats específicament a cada déu, per la qual cosa tenen un ampli repertori de tocs i modalitats rítmiques que canvien en funció de cada orisha, ball o entitat invocada. Els textos musicals són en llengües africanes originals o bé barrejats amb paraules en portuguès.
Els atabaques, juntament amb el berimbau i el pandero són els principals instruments de la capoeira. Proporcionen música per als capoeiristes que van a jugar. Específicament, l'atabaque manté el ritme previst pel berimbau. És el tambor més gran en la bateria i així es va subministrar la base dins de la música de capoeira. L'atabaque no només és un acompanyament pel berimbau sinó que és un instrument que transmet a la capoeira un ritme més interessant. Segurament va ser el primer instrument a integrar-se a la capoeira. Els atabaques eren part integral de la cultura africana.
També es fa servir a altres àrees de la cultura brasilera com el maculelê, que és una dansa i actuació on els atabaques es fan servir per a proporcionar el ritme per als ballarins.